# Westwood Studios
A Westwood Studios videójáték-fejlesztő vállalat 1985-ben alakult meg Las Vegasban. A két alapító, Brett Sperry és Louis Castle eredetileg a Westwood Associates nevet választotta, majd 1992-ben, amikor a Virgin Interactive stúdióval egyesültek, Westwood Studiosra változtatták nevüket. A Virgin Interactive eladta a céget Electronic Arts kiadóvállalatnak, amit végül 2003-ban bezártak.
A cég leginkább a valós idejű stratégiáiról, illetve kaland- és szerepjátékairól vált híressé. A stúdió megszűnése után az EA tovább folytatta a Command & Conquer játékok készítését.

## Történet

### Kezdeti évek
A vállalat először nagyobb fejlesztőstúdióknak segített be, mint az Epyx és a Strategic Simulations, Inc. (SSI), hogy a 8 bites játékaikat 16 bites rendszerekre ültessék át, mint amilyen a Commodore Amiga és az Atari ST. Az ehhez hasonló munkáiknak köszönhetően végül elkezdhettek egy önálló szerepjátékot fejleszteni, ami a Mars Saga címet kapta és 1988-ban jelent meg az Electronic Arts kiadásában. A BattleTech: The Crescent Hawk's Revenge játékkal (A BattleTech táblás játékon alapult.) pedig a valós idejű stratégiák terén hoztak jelentős újításokat. Az első nagyobb sikerük az SSI kiadásában megjelenő Eye of the Beholder (1990), ami egy valós időben játszódó szerepjáték volt és a Dungeons & Dragons jogait is megszerezték hozzá. Ebben az időszakban néhány játékuk kiadásánál az Infocom vagy a Disney is segédkezett.

### Westwood Studios
Több ismert játék is a nevükhöz kapcsolódik az 1990-es évek elejéről, mint például a Dune II, The Legend of Kyrandia és a Lands of Lore, a legnagyobb sikereket mégis a Command & Conquer című valós idejű stratégia hozta meg számukra. A játékmenetet és kezelő felületet a Dune II alapjaira építették, majd a játék előre renderelt, 3D-s grafikát kapott a sprite-ok és átvezető jelenetek számára. Akkoriban ritkaságnak számító, többjátékos módot is tartalmazott, a zenéjét pedig az alternatív pop/rock és a techno sajátos keveréke alkotta. A Command & Conquer, a Kyrandia és a Lands of Lore is több folytatást megélt.
1998-ban az Electronic Arts 122,5 millió dollárért felvásárolta a céget. Akkoriban a stúdió a PC-s játékpiacból 5-6%-os részesedéssel bírt. Ennek a lépésnek a hatására sok veterán alkalmazott hagyta el a vállalatot. Emellett a másik probléma az volt, hogy a kiadó egyre újabb és nagyobb elvárásokat támasztott a cég iránt, így feszített munkatempóban kellett dolgozniuk és az is előfordult, hogy játékaik befejezetlenül jelentek meg. (Például a Command & Conquer: Tiberian Sun.) A soron következő játékok fejlesztésénél is a kiadó szava volt a döntő, többet közülük le is állítottak.
Amikor az EA a Virgin Interactivetól megvásárolta Westwood stúdiót, a kaliforniai Irvineben lévő fejlesztővállalat is a tulajdonába került. Annak irányítását a Westwoodra bízták és Westwood Pacific néven emlegették, később pedig ezt EA Pacificre változtatták. A Westwood Pacific a Nox és a Red Alert 2 fejlesztésénél működött közre. A Westwood egyik utolsó játéka a Command & Conquer: Renegade (First-person shooter stratégiai elemekkel.) nem váltotta be a kiadó reményeit: a kritikusok értékelése nem volt kifejezetten rossz (Metacritic - 75 pont), de a pénzügyi sikerek elmaradtak. 2002 szeptemberében még kikerült a kezeik közül egy egy sci-fi MMORPG Earth & Beyond címmel, de 2 évvel később leállították a szervereit.
2003 márciusában a Westwood Studios és az EA Pacific fejlesztőstúdiókat összevonták és megalakult az EA Los Angeles.
A felvásárláskor az eredeti dolgozóknak már csak a harmada volt a cégnél, többen pedig úgy döntöttek, hogy az EA Los Angeleshez való csatlakozás helyett új stúdiót alapítanak. A Petroglyph Games 2003 áprilisában alakult meg, a Jet Set Games (Brett Sperry, Adam Isgreen és Rade Stojsavljevic korábbi Westwood alkalmazottak alapították.) pedig 2008-ban, mindkét cég székhelye Las Vegasban található.

## Jelentősebb Westwood játékok
- BattleTech: The Crescent Hawk's Inception (1988)
- BattleTech: The Crescent Hawk's Revenge (1990)
- DragonStrike (1990)
- Circuit's Edge (1990 - George Alec Effinger When Gravity Fails című regényének adaptációja)
- Eye of the Beholder sorozat (1990, 1991, leszámítva az Assault on Myth Drannor játékot)
- The Legend of Kyrandia sorozat (1992, 1993, 1994)
- Dungeons & Dragons: Warriors of the Eternal Sun (1992)
- Dune sorozat (1992, 1998, 2001, David Lynch 1984-es Dűne című filmje alapján)
- Lands of Lore sorozat (1993–1999)
- Young Merlin (1994)
- The Lion King (1994)
- Monopoly (1995)
- Command & Conquer (1995–2002, utolsó a Command & Conquer: Renegade)
- Resident Evil (1996, Windows változat)
- Blade Runner (1997, filmfeldolgozás)
- Nox (2000)
- Earth & Beyond (2002)
- Pirates: The Legend of Black Kat (2002)